# Friedrich von Cöln
Carl Fredrik (Friedrich) von Cöln, född omkring 1715 död omkring 1750, var en svensk målare.
Han var son till David von Cöln och Helena Broms samt gift med Margareta Catharina Hetzin. Efter makens död gifte hon om sig 1754 med Johan Henrik Cornelius. Han var bror till Lorentz von Cöln. 
Von Cöln var inte någon av tidens betydande konstnärer, de målningar han har lämnat efter sig utmärker sig alla av en hård och schablonmässig stil. Som kyrkomålare utförde han altartavlor, bland annat beställde kyrkoherde Olof Telin 1756 en målning till Singö kyrka, där motivet är en upprepning av Leonardos Nattvarden. Bland hans porträtt märks porträttet av borgmästaren i Hudiksvall Johan Boberg, där von Cöln målat av honom och i bakgrunden infört ett fönsterpanorama samt porträttet av prosten Olof Johansson Broman i Hudiksvalls kyrka. 